# Ángel de Fráncfort
El Ángel de Fráncfort fue el primer monumento de Alemania en memoria de los homosexuales perseguidos por el nazismo y, posteriormente, a causa del artículo 175 del código penal alemán.

## Diseño

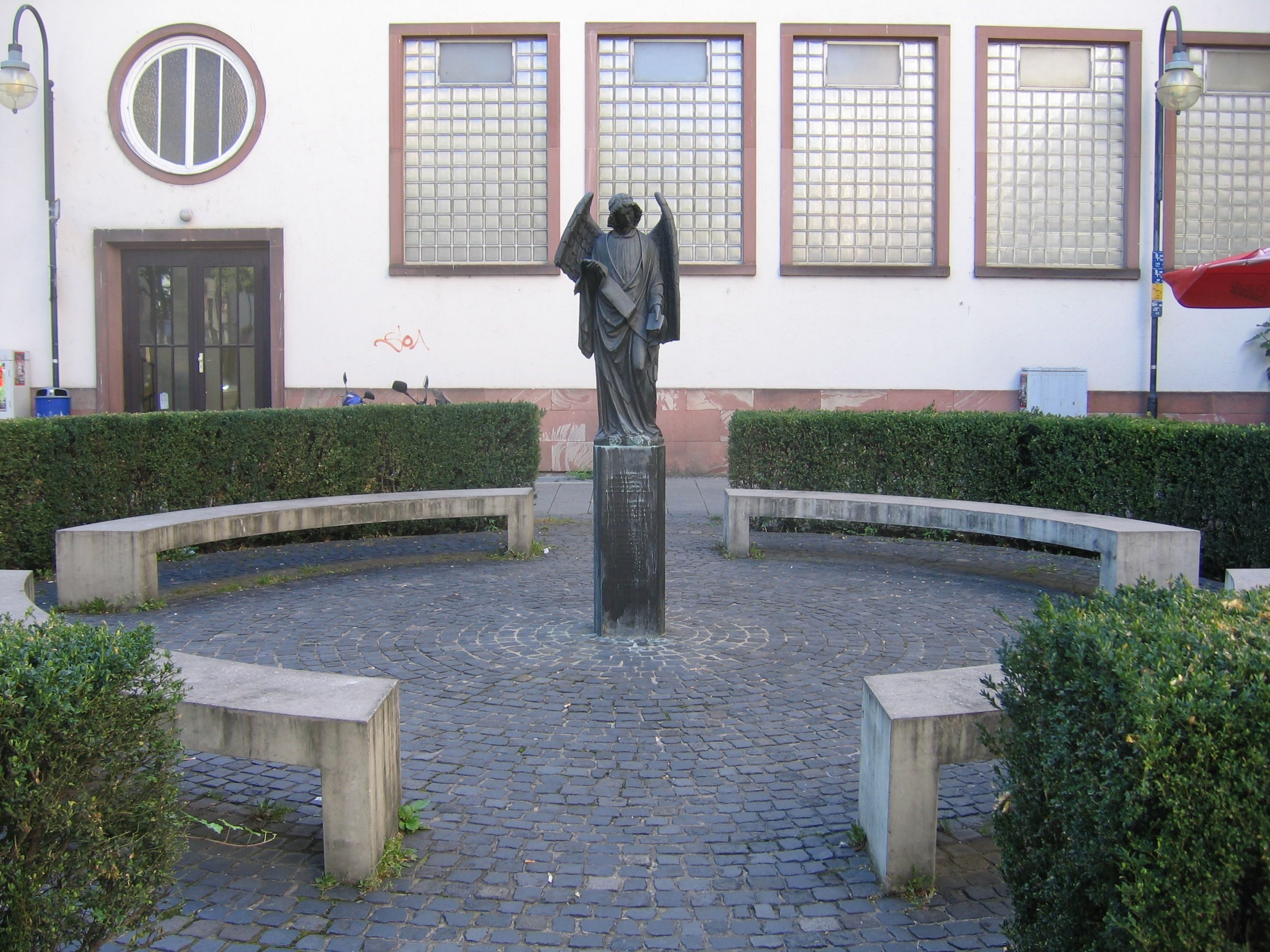
Vista del emplazamiento de la estatua de Rosemarie Trockel.

Como su nombre indica, el monumento es la estatua de un ángel sujetando una banda. La obra fue el primer monumento conmemorativo de las víctimas homosexuales del holocausto en Alemania. Los siguientes en ser erigidos en Alemania fueron el Triángulo rosa de Colonia (1995) y Monumento a los homosexuales perseguidos por el nazismo en Berlín (2008).
En la base de la estatua hay una inscripción en alemán que dice: "Los hombres y mujeres homosexuales fueron perseguidos y asesinados durante el régimen nacionalsocialista. La matanza fue ocultada y negada, despreciando y condenando a los supervivientes. Por ello los recordamos y a los hombres que aman a otros hombres y las mujeres que aman a otras mujeres que frecuentemente todavía siguen siendo perseguidos. Fraáncfort del Meno. Diciembre de 1994." La inscripción alude a que los homosexuales no sólo fueron perseguidos durante el régimen nazi, sino que el artículo 175 siguió vigente y no se reformó la prohibición respecto a las prácticas homosexuales entre adultos hasta 1973, sirviendo para condenar incluso a los supervivientes de los campos de concentración. Hasta que fue derogado completamente en 1994. Lo que causó que los homosexuales no pudieran hacer durante años ninguna reclamación y fueran el último grupo de víctimas en ser oficialmente reconocido.

## Historia de la estatua
Se convocó un concurso artístico para elegir el diseño de la estatua el 20 de julio de 1992. La ganadora fue la artista Rosemarie Trockel. 
Una vez terminada la estatua, se colocó en el cruce de las calles Schäfergasse y Alte Gasse de Fráncfort. La inauguración tuvo lugar el 11 de diciembre de 1994.